# Filientomon barberi
Filientomon barberi är en urinsektsart som först beskrevs av Ewing 1921.  Filientomon barberi ingår i släktet Filientomon och familjen lönntrevfotingar. Inga underarter finns listade i Catalogue of Life.